# Zonitoschema coccinea
Zonitoschema coccinea es una especie de coleóptero de la familia Meloidae.

## Distribución geográfica
Habita en los territorios que antes se llamaban Rodesia y Guinea.